# Naharijja (stacja kolejowa)
Naharijja (hebr.: נהריה) – stacja kolejowa w mieście Naharijja, w Izraelu. Jest obsługiwana przez Rakewet Jisra’el.

Stacja znajduje się we wschodniej części miasta Naharijja. Dworzec jest przystosowany dla osób niepełnosprawnych.

## Połączenia
Pociągi z Naharijji jadą do Akki, Hajfy, Tel Awiwu, Lod, Modi’in, Rechowot, Aszkelonu i Beer Szewy.